# That’s What Tequila Does
«That’s What Tequila Does» — песня американского кантри-певца Джейсона Олдина, вышедшая 18 июля 2022 года в качестве третьего и финального сингла с его десятого студийного альбома Macon, Georgia (2022). Песню написали Джон Морган, Джон Эдвардс, Талли Кеннеди, Курт Эллисон, продюсером был Майкл Кнокс. Сингл достиг пятогого места в кантри-чарте Country Airplay.

## История
В песне рассказывается о том, как можно упиться потерянной любовью, пусть и с помощью текилы, и продемонстрировать, как она может заставить думать по-другому и опасно, примечая, в частности, «вот что делает текила».

## Отзывы
Джеффри Куртис из журнала Today’s Country Magazine написал: «Хотя в кантри-музыке нет ничего нового, но, сместив фокус текста, чтобы показать, как это может мучить вас и заставлять думать по-другому и опасно, Олдин предлагает свежий взгляд на старую идею».

## Коммерческий успех
Песня дебютировала на 47-м месте в чарте Country Airplay. Позже она вошла в Hot Country Songs на 41-м месте. Заняв 77 место в Billboard Hot 100, и 19-е место в Hot Country Songs, она стала самым низким положением в обоих чартах для официально выпущенным синглом в карьере Олдина. (Несколько песен, которые не были выпущены как синглы, заняли более низкие места в чартах Billboard в результате незапрошенного эфирного воспроизведения).

## Чарты
| Чарт (2022—2023)                  | Высшая позиция |
| --------------------------------- | -------------- |
| Канада (Billboard Country)        | 9              |
| США (Billboard Hot 100)           | 77             |
| США (Billboard Country Airplay)   | 5              |
| США (Billboard Hot Country Songs) | 19             |

| Чарт (2022)                      | Позиция |
| -------------------------------- | ------- |
| US Hot Country Songs (Billboard) | 92      |

| Чарт (2023)                      | Позиция |
| -------------------------------- | ------- |
| US Country Airplay (Billboard)   | 24      |
| US Hot Country Songs (Billboard) | 61      |